# Томас Торквемада
Томас де Торквемада (1420—16 вересня 1498) — великий інквізитор Іспанії, зміцнив та розширив діяльність інквізиції. Відрізнявся особливою жорстокістю. Був ініціатором переслідування маврів та євреїв в Іспанії.

## Біографія
Томас народився у родині небагатого іспанського сеньйора в Вальядоліді. Те, що його дядько Іоан Торквемада був кардиналом та належав до домініканського чернечого ордену,  зумовило подальшу долю Томаса. У юнацькі роки він вступив до домініканського монастиря Святого Павла у Вальядоліді, де став відомим завдяки непохитному благочестю та нетерпимості до ворогів церкви. У 1452 році Томас де Торквемада прийняв звання пріора у відомому монастирі Санта-Крус у місті Сеговія. Тут у нього сформувалася ідея посилення боротьби з єретиками. Крім того, під час служби у монастирі Торквемада знайомиться з інфантою Ізабелою (майбутньою королевою Кастилії). Він отримав значний вплив на неї. Тому, коли розпочалася боротьба за владу між Ізабелою та її братом Енріке IV, Томас Торквемада підтримав Ізабелу, розраховуючи завдяки своєму впливу на інфанту втілити у життя свої ідеї. Саме він умовив Ізабелу взяти шлюб зі спадкоємцем королівства Арагон Фердинандом. Врешті-решт Ізабела стала королевою Кастилії та Леону.
17 жовтня 1483 року Томаса де Торквемаду призначили Великим інквізитором Іспанії. Він розробив систему органів інквізиції, склав її кодекс, створив процедуру інквізиційного суду та увів у масову практику аутодафе. Торквемада організував спеціальний трибунал — Супрему (від латинського — найвищий). Це була рада з духовних та світських осіб, які поділили владу із Великим інквізитором. Дуже швидко Торквемада встановив церковний терор у країні. Заборонялася вільна думка, наукові дослідження, наслідування античності, пошук сенсу життя. В апараті, що був підлеглим Великому інквізиторові, у 45 провінціях, нараховувалося 150 тисяч домініканців та 20 тисяч фамільярів — членів таємної поліції інквізиції. Це не враховуючи таємної політичної поліції Армандади, яка підкорялася королю та Великому інквізиторові. Торквемада розробив інструкцію з 28 статей, де детально розписав, як слід діяти інквізиторам в кожному окремому випадку.
Ніхто не міг відкараскатися від інквізиції — ні дон, ні єпископ, ні селянин. При цьому головним напрямком боротьби Великий інквізитор вважав заходи з «чищення» країни від маврів та євреїв. 31 березня 1492 року євреям наказали або хреститися, або залишити Іспанію. Внаслідок цього країну полишило 160—170 тисяч євреїв. Ті, хто хрестилися, стали називатися маранами.
Ще одним джерелом ненависті Торквемади слугували книги, які той наказував спалювати, навіть не читаючи їх. Багато бібліотек було знищено. У той же час особливо активна діяльність Великого інквізитора викликала занепокоєння у папи римського Олександра VI, який під виглядом слабкого здоров'я Торквемади призначив йому помічниками чотирьох єпископів як генералів-інквізиторів.
16 вересня 1498 року — Томас де Торквемада помер у місті Аквіла.

## Образ у сучасній культурі

### Кінематограф
| Рік  | Назва фільму                     | Актор            |
| ---- | -------------------------------- | ---------------- |
| 1981 | Всесвітня історія, частина перша | Мел Брукс        |
| 1990 | Колодязь і маятник               | Ленс Генріксен   |
| 2016 | Кредо вбивці                     | Хав'єр Гут'єррес |

### Відеоігри
- У відеогрі Zombie Army Trilogy, в замку Адольфа Гітлера Фольтершлосс висять портрети історичних постатей, які прославились своєю жорстокістю. Серед них є і портрет Торквемади.
- У відеогрі Disciples II: Dark Prophecy персонаж гілки «воїн» замку Героїв Імперії типу «інквізитор» розвивався до другої стадії воїна в цій гілці й мав назву Торквемада.